# Saint-Gladie-Arrive-Munein
 Saint-Gladie-Arrive-Munein  (en euskera: Arriba) es una población y comuna francesa, en la región de Aquitania, departamento de Pirineos Atlánticos, en el distrito de Oloron-Sainte-Marie y cantón de Sauveterre-de-Béarn.

## Demografía
| 172 | 105 | 152 | 175 | 451 | 145 | 449 | 365 | 413 | 369 | 373 | 381 | 396 | 400 | 396 | 380 | 361 | 361 | 345 | 357 | 312 | 292 | 262 | 273 | 260 | 218 | 220 | 230 | 240 | 224 | 209 | 206 | 187 |
| Para los censos de 1962 a 1999 la población legal corresponde a la población sin duplicidades (Fuente: INSEE [Consultar]) |     |     |     |     |     |     |     |     |     |     |     |     |     |     |     |     |     |     |     |     |     |     |     |     |     |     |     |     |     |     |     |     |